# Grañón
Grañón település Spanyolországban, La Rioja autonóm közösségben. Grañón Redecilla del Camino, Ibrillos, Tormantos, Leiva, Herramélluri, Villalobar de Rioja, Santo Domingo de la Calzada, Corporales, Santurde de Rioja és Villarta-Quintana községekkel határos. Lakosainak száma 221 fő (2024).

## Népesség
A település népessége az elmúlt években az alábbi módon változott:
| Lakosok száma | 411  | 371  | 355  | 323  | 293  | 285  | 255  | 254  | 250  | 221  |
|               | 2001 | 2004 | 2007 | 2009 | 2012 | 2014 | 2017 | 2019 | 2022 | 2024 |